# Pietzschia
Pietzschia Cross and Hoskins 1951 es un género de Pteridophyta de porte arbóreo conocido a partir de sus restos fósiles datados en las edades Frasniense al Misisípico del Devónico Medio. Se conocen representantes de este género en yacimientos de Alemania, Estados Unidos, Marruecos y Rusia. Este género es uno de los peor conocidos dentro de su Orden y su posición taxonómica aún es incierta.
El género está caracterizado por la estructura de su sistema vascular, uno de los más desarrollados de orden Pseudosporochnales y muchas de sus características anatómicas, especialmente la morfología de sus ramificaciones y su filotaxis permanece desconocida. Los fósiles de Pietzschia constan de cortas secciones de tallo y varios bulbos basales.

## Morfología
La mayor parte de los restos fósiles conservados de especies de este género son secciones cortas de tronco que muestran un complejo sistema vascular y un potente sistema de raíces. La fragmentación de los restos no permite conocer la morfología de su zona apical y de las ramificaciones laterales. 
Como el resto de los miembros del orden Pseudosporochnales el talo de Pietzschia estaba formado por un esbelto y largo tronco o fuste que en este género tenía forma cónica disminuyendo su diámetro desde la base hacia el ápice. Los máximos diámetros observados varían desde los 9 centímetros de Pietzschia levis hasta los 16 centímetros de Pietzschia schulleri. Varios estudios han determinado que la altura alcanzada por los ejemplares de mayor tamaño fue de 7,5 metros en Pietzschia levis y al menos 10 metros en Pietzschia schulleri, envergaduras muy notables considerando la estrechez de los tallos y la ausencia de tejidos vasculares secundarios lignificados que los sustentaran.
El género se caracteriza por un poseer un desarrollado sistema vascular primario más avanzado que en otras Pseudosporochnales. El cilindro vascular está formado por numerosos haces de xilema que rodean una gran médula aerenquimatosa cuya naturaleza es poco clara. Los haces de xilema están alternados por tejido de esclerénquima que forma una corteza externa esclerenquimatosa y sin tejido vascular secundario conocido que originara un tejido de sostén.
Insertadas helicoidalmente en los tallos con un ángulos aproximado de 135° se encontraban las ramificaciones laterales de tal modo que en el fuste pueden diferenciarse entrenudos cortos y largos. No se han conservado ninguna de las ramificaciones laterales y únicamente se conocen las cicatrices que dejaron en el fuste como prolongaciones de la epidermis del tallo y parte del sistema vascular interno que poseían formado por entre 8 y 12 haces de xilema. Las cicatrices son alargadas perpendicularmente al tallo principal por lo que se ha determinado que su base debía ser plana. Se desconoce si como en el resto de su orden en los ejemplares de Pietzschia las ramificaciones laterales se desprendían del tronco para quedar únicamente una corona a modo de penacho en posición apical o si permanecían unidas al tallo.
La base del fuste se encontraba engrosada formando un bulbo basal abcónico, un cono invertido, de unos 10 centímetros de altura. De la superficie del bulbo basal hasta el comienzo del fuste emergían numerosas raíces adventicias delgadas y por lo que se sabe no ramificadas similares a las que poseía Calamophyton. Algunos estudios biomecánicos han determinado que las raíces adventicias no hubieran podido mantener el tallo erecto por sí mismas por lo que se especula que los bulbos basales al completo se encontraran por debajo del sustrato.